# گردان‌های عزالدین قسام
گردان‌های عزالدین قَسّام، شاخهٔ نظامی سازمان حماس است که در سال ۱۹۹۲ تأسیس شد. حماس به‌طور علنی علیه اسرائیل فعالیت دارد و با آن مبارزه تن‌به‌تن می‌کند. افرادی همچون «صلاح الشحاده»، «ابوابراهیم»، «یاسر النمروطی»، «عماد عقل» و «جمیل وادی» از جمله فرماندهان حماس در زمان تأسیس آن بودند. مهم‌ترین فعالیت‌های نظامی این گردان مبتنی بر عملیات انتحاری، حمله موشکی، به اسارت گرفتن اسرائیلی‌ها و تبادل آنها با اسرای فلسطینی است. گردان‌های عزالدین قسام فرماندهان نظامی بسیاری در مناطق مختلف فلسطین دارد که محمد ضیف، فرمانده کل گردان‌های مذکور به‌شمار می‌رود. به گفتهٔ وال‌استریت ژورنال، حدود یک ماه پیش از جنگ ۲۰۲۳ حماس و اسرائیل، ۵۰۰ نفر از اعضای حماس در ایران آموزش‌های ویژه نظامی دیده‌اند. جنگ ۲۰۲۳ حماس و اسرائیل احتمالاً با حمله این نیروهای تعلیم‌دیده به جشنواره موسیقی رعیم و کشتار جشنواره موسیقی رعیم در خاک اسرائیل رخ داد و آغاز گردید. در اثر این حمله نیمه‌تاکتیکی، دست‌کم ۲۶۰ نفر از غیرنظامیان اسرائیلی کشته شدند.